# U-501
| U-501                      | U-501 | U-501 |
| -------------------------- | --- | --- |
|                            | | |
|                            | | |
|                            | | |
| Під прапором               | Третій рейх | Третій рейх |
| Спуск на воду              | 25 січня 1941 року | 25 січня 1941 року |
| Виведений зі складу флоту  | 10 вересня 1941 року | 10 вересня 1941 року |
| Сучасний статус            | затоплений | затоплений |
| Проєкт                     | | |
| Тип ПЧ                     | Дизельний підводний човен | Дизельний підводний човен |
| Основні характеристики     | | |
| Швидкість (надводна)       | 17,9 вузла | 17,9 вузла |
| Швидкість (підводна)       | 7 вузлів | 7 вузлів |
| Робоча глибина занурення   | 100 м | 100 м |
| Гранична глибина занурення | 230 м | 230 м |
| Автономність плавання      | 63 милі (117 км) на швидкості 4 вузли (7,4 км/год) (у підводному положенні) 13 450 морських миль (24 910 км на швидкості 10 вузлів (19 км/год) (у надводному положенні) | 63 милі (117 км) на швидкості 4 вузли (7,4 км/год) (у підводному положенні) 13 450 морських миль (24 910 км на швидкості 10 вузлів (19 км/год) (у надводному положенні) |
| Екіпаж                     | 48 осіб | 48 осіб |
| Розміри                    | | |
| Довжина найбільша (по КВЛ) | 76,76 м | 76,76 м |
| Ширина корпусу найб.       | 6,76 м | 6,76 м |
| Висота                     | 9,6 м | 9,6 м |
| Середня осадка (по КВЛ)    | 4,70 | 4,70 |
| Водотоннажність надводна   | 1120 т | 1120 т |
| Озброєння                  | | |
| Артилерія                  | 1 × 88-мм палубна гармата SK C/32 | 1 × 88-мм палубна гармата SK C/32 |
| Торпедно- мінне озброєння  | 4 носових і два кормових ТА. 22 торпеди або 44 міни TMA чи 66 TMB | 4 носових і два кормових ТА. 22 торпеди або 44 міни TMA чи 66 TMB |
| ППО                        | 1 × 37-мм зенітна гармата SKC/30 2 × 20-мм зенітні гармати FlaK 30 | 1 × 37-мм зенітна гармата SKC/30 2 × 20-мм зенітні гармати FlaK 30 |

U-501 — німецький підводний човен типу IXC, часів Другої світової війни.
Замовлення на будівництво човна було віддане 25 вересня 1939 року. Човен був закладений на верфі «Deutsche Werft AG» у місті Гамбург 12 лютого 1940 року під заводським номером 291, спущений на воду 25 січня 1941 року, 30 квітня 1941 року увійшов до складу 2-ї флотилії. Єдиним командиром човна був корветтен-капітан Гуго Ферстер.
За час служби човен зробив 1 бойовий похід, у якому потопив 1 судно.
Потоплений 10 вересня 1941 року в Данській протоці (62°50′ пн. ш. 37°50′ зх. д. / 62.833° пн. ш. 37.833° зх. д.) глибинними бомбами і тараном канадських корветів «Чемблі» та «Мус Джо». 11 членів екіпажу загинули, 37 врятовані.

## Потоплені та пошкоджені кораблі[3]
| Назва  | Тип                | Належність | Дата           | Тоннаж (БРТ) | Вантаж   | Статус    | Місце                                                       |
| Einvik | суховантажне судно | Норвегія   | 5 вересня 1941 | 2 000        | Деревина | потоплено | 60°38′ пн. ш. 31°18′ зх. д. / 60.633° пн. ш. 31.300° зх. д. |